# MADmusée

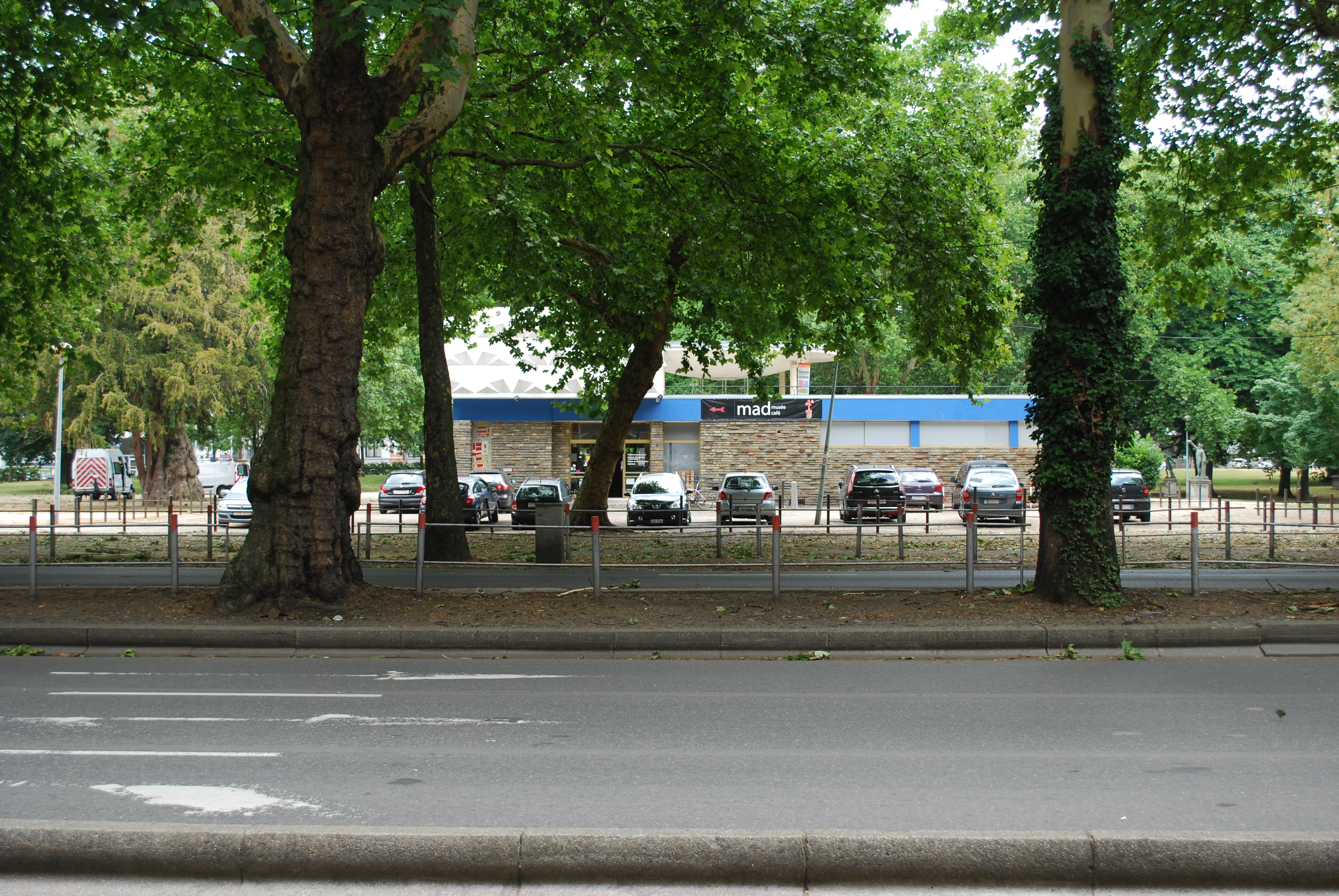
MADmusée

Het MADmusée is een museum in de Luikse wijk Avroy, gelegen in het Parc d'Avroy.
Het museum is gevestigd in een gebouw van omstreeks 1960, dat in plaats van de voormalige Trink-Hall is gekomen. Het museum is gewijd aan kunst van verstandelijk gehandicapten, waaronder psychiatrische patiënten, de zogenaamde outsiderkunst.

## Geschiedenis
In 1979 werd het Créahm opgericht (créativité et handicap mental). Deze stichting zette kunstateliers op voor verstandelijk gehandicapten. Deze stichting was gehuisvest in het park en richtte vanaf 1980 tijdelijke tentoonstellingen in. Vanaf 1998 was er sprake van een permanent museum. Vanaf 2007 was het museum wegens plaatsgebrek gesloten. Wel werden er door de stichting tijdelijke tentoonstellingen georganiseerd elders.
Het museum heeft een documentatiecentrum en een café, het MADcafé.
Er bestaan uitbreidingsplannen, waarbij rond de bestaande gebouwen in een uitbreiding wordt voorzien. Deze plannen zijn tegenwoordig (2017) nog in ontwikkeling.